# Yu Abiru
Yu Abiru (n. 4 iulie 1986, Tōkyō, Japonia) este o cântăreață, gravure idol și o acțrită japoneză, de asemenea este o fostă Oha Girl și fostă membră din trupă de pop japonez Licca. În 2003, ea a lansat single-ul Ei Ei Pu care a fost melodia pentru jocul "Super Monkey Ball".

## Viața personală
Ea a fost căsătorită cu Kizaemon Saiga și are o fată. Ea este prietenă bună cu Erika Sawajiri

## Media

### Singles-uri
- Ei Ei Pu

### DVD-uri
- OHA GIRL GRAPE
- Sunlight Shower
- Dash Over
- Never Mind

### Photobooks-uri
- OHA GIRL GRAPE
- Abby Road
- Shincho Mook 96

## Filmografie

### Filme
- Gozamareji
- Koibone
- Mail Vol.2
- Tomie vs Tomie

### Anime-uri
- Kaleido Star

## Vezi și
- Erika Sawajiri
- Kimiko Nakayama
- Kizaemon Saiga
- Saeko
- Oha Girl
- gravure idol